# Cardioglossa cyaneospila
Espèce
Synonymes
- Cardioglossa nigromaculata cyaneospila Laurent, 1950

Statut de conservation UICN

 NT  : Quasi menacé
Cardioglossa cyaneospila est une espèce d'amphibiens de la famille des Arthroleptidae.

## Répartition
Cette espèce se rencontre vers 1 800 m d'altitude au Rwanda, au Burundi  et dans les provinces du Nord-Kivu et du Sud-Kivu au Congo-Kinshasa.

## Publication originale
- Laurent, 1950 : Diagnoses préliminaires de treize batraciens nouveaux d’Afrique centrale. Revue de Zoologie et de Botanique Africaine, vol. 44, p. 1–18.